# Xã North Otter, Quận Macoupin, Illinois
Xã North Otter (tiếng Anh: North Otter Township) là một xã thuộc quận Macoupin, tiểu bang Illinois, Hoa Kỳ. Năm 2010, dân số của xã này là 816 người.